# Reddersburg
Reddersburg est une petite ville dans l’État libre d’Afrique du Sud, à 50 km au sud de Bloemfontein. Sa population était de 200 habitants en 2011.